# Líder de la oposición (Nueva Zelanda)
En Nueva Zelanda, el líder de la oposición es el político que encabeza la Oposición Oficial . Convencionalmente, es el líder del partido político más grande de la Cámara de Representantes de Nueva Zelanda que no está en el Gobierno (ni proporciona confianza y abastecimiento). Suele ser el líder parlamentario del segundo grupo más grande del parlamento.
En la sala de debates, el líder de la oposición se sienta en el lado izquierdo de la mesa central, frente a la oposición y directamente frente al Primer Ministro.
El papel del líder de la oposición se remonta a finales del siglo XIX, con los primeros partidos políticos, y el cargo fue reconocido formalmente por ley en 1933. Aunque actualmente se menciona en varios estatutos, el cargo no está establecido formalmente por ninguna ley, al igual que el papel del primer ministro; es simplemente un producto de las convenciones del sistema parlamentario de Westminster. El líder de la oposición recibe un salario especial en virtud del cargo.
Normalmente, el líder es elegido por su partido de acuerdo con sus reglas. Se puede elegir un nuevo líder cuando el titular fallece, renuncia o es desafiado por el liderazgo. El 30 de noviembre de 2021, Christopher Luxon fue elegido líder del Partido Nacional y, por tanto, líder de la Oposición.